# 사샤 바레즈
사샤 바레즈(Sasha Barrese, 1981년 4월 24일 ~ )는 미국의 배우이다.

## 출연 작품
- 행오버3 (2013)
- 행오버 2 (2011)
- 렛 미 인 (2010)
- 더 행오버 (2009)
- 링 (2002)
- 금발이 너무해 (2001)
- 드로핑 아웃 (2000)
- 헬레이저 5 (2000)
- 아메리칸 파이 (1999)
- 저스트 슛 미 (1997)